# 15 (Bhad Bhabie)
15 è il mixtape di debutto della rapper statunitense Bhad Bhabie, pubblicato il 18 settembre 2018 dalla Atlantic e B.H.A.D..
Il disco presenta duetti con Lil Baby, Lil Yachty, Asian Doll, YG, le City Girls e Ty Dolla Sign.

## Antefatti
Bhad Bhabie è conosciuta per aver partecipato allo show Dr. Phil, ed è divenuta celebre per avere pronunciato la frase “cash me outside, how ‘bout dah?” (traducibile in italiano con “Becchiamoci fuori, che ne dite?”). In seguito divenuta un meme virale, trasformandola in una star di Internet. Grazie allo show ha guadagnato molti followers su Instagram e YouTube. Il 23 agosto 2017, TMZ.com ha fatto trapelare quella che sarebbe stata la sua prima canzone, These Heaux . È diventata la seconda artista femminile più giovane nella storia della musica a entrare nella Hot 100 con il suo singolo di debutto. Pochi giorni dopo ha firmato con l'etichetta discografica Atlantic Records.
In seguito ha pubblicato "Hi Bich", entrando nella Billboard Hot 100 e posizionandosi al numero 68. Successivamente è stato certificato disco d'oro dalla RIAA. Ha pubblicato diversi singoli nel corso degli otto mesi precedenti alla pubblicazione del primo mixtape. Il 26 marzo 2018, Bhabie ha pubblicato "Gucci Flip Flops", che ha raggiunto la posizione numero 79 sulla Hot 100, rendendola la donna più giovane ad avere tre singoli entrati nella classifica di Billboard superando LeAnn Rimes. Il singolo ha ottenuto la certificazione di disco d'oro negli Stati Uniti, diventando così il suo secondo singolo ad essere certificato dalla RIAA.
Dopo essere stata nominata ai Billboard Music Awards nel 2018, come miglior rapper femminile, ha annunciato che avrebbe pubblicato un singolo chiamato "Trust Me" con Ty Dolla Sign, oltre al mixtape. Ha pubblicato il singolo poche settimane dopo che ha raggiunto il numero nove nella classifica dei Singles Bubbling Under R&B/Hip-Hop. Il 14 agosto 2018, ha annunciato la data di uscita del mixtape ed ha pubblicato la traccia introduttiva, "15 Freestyle". Mentre il singolo promozionale con le City Girls, "Yung and Bhad" è uscito il 30 agosto.
Il mese seguente, ha pubblicato la grafica della copertina e pochi giorni dopo ha rivelato la tracklist, annunciando così le collaborazioni con molti rapper tra cui YG e Lil Baby. Il giorno dopo ha presentato in anteprima il brano "Thot Opps (Clout Drop)" sui suoi social media, e quello successivo lo ha pubblicato assieme ad un nuovo brano, "Bout That".
Ha pubblicato il video musicale del quarto singolo in collaborazione con Lil Baby, Geek'd, il 20 settembre.

## Accoglienza
| Recensione | Giudizio |
| ---------- | -------- |
| AllMusic   | [ 13 ]   |
| Pitchfork  | 5.5/10   |
| HipHopDX   |          |

15 ha ricevuto sia recensioni positive che negative. La giornalista di Pitchfork Michelle Kim, che ha valutato il mixtape 5.5 su 10, ha criticato la poca versatilità della rapper e ha affermato che è stata solamente brava ad imitare il genere e il "sound" delle hit rap al giorno d'oggi, infatti molti brani della raccolta sono stati inseriti dalla piattaforma Spotify nella playlist "RapCaviar".

## Tracce
Testi e musiche di Danielle Bregoli, Leon "Pliznaya" Flowers e Brittany Barber, eccetto dove indicato.
1. 15 (Intro) – 2:21 (Leon Flowers, Alan Ryan Spencer)
2. Juice (feat. YG) – 2:38 (Keenon Jackson, Brittany Barber, London Jae, Norman "DJ Chose" Payne)
3. Gucci Flip Flops (feat. Lil Yachty) – 2:30 (Miles McCollum, Samuel Gloade, Darryl McCorkell, Bobby Ray Watson Jr., Lamont J. Porter)
4. Affiliated (feat. Asian Doll) – 2:26 (Misharron Allen, Barber, Taryn Lewis Taylor, Jocelyn "Jo L'Z" Donald, Pharaoh Vice)
5. Geek'd (feat. Lil Baby) – 2:14 (Dominique Jones, Barber, Leon Thomas III, Kristopher Riddick-Tynes, Omari Maseenburg)
6. No More Love – 2:01 (Barber, DJ Chose, James Lavigne)
7. Thot Opps (Clout Drop) – 1:44 (Barber, Flowers)
8. Yung and Bhad (feat. City Girls) – 2:51 (Caresha Brownlee, Jatavia Johnson, Flowers, Electric Blue)
9. Count It (feat. con $hirak) – 2:11 (Jack Shirak)
10. Famous – 2:47 (Barber, Spencer, Win Crabtree, Foreign Teck)
11. Hi Bich – 1:45 (Lavigne, Ronald Oneil Spence Jr., Nicholaus Williams)
12. Shhh – 2:03 (Barber, Lavigne, Flowers, Crabtree)
13. Trust Me (feat. Ty Dolla Sign) – 3:13 (Tyrone Griffin, Jr., Barber, Bobby Kritical, Kristopher Campbell)
14. Bout That – 1:59 (Barber, Flowers, Lavigne, Crabtree)
15. Bhad Bhabie Story (Outro) – 6:38 (Eric Choice, Larry L. Jacks)